# Pogla
Pogla war eine antike Stadt in der kleinasiatischen Landschaft Pisidien beim heutigen Çomaklı in der Türkei.
Pogla war nach Ausweis der Inschriften spätestens in späthellenistischer Zeit eine polis. In der Kaiserzeit prägte es eigene Münzen. Auf ein spätantikes Bistum der Stadt geht das Titularbistum Pogla der römisch-katholischen Kirche zurück.
Auf der Akropolis der Stadt sind Reste einer Stadtmauer erhalten, in der Nähe außerdem Gräber und zahlreiche Inschriften sowie Architekturreste.